# Günter Schabowski
Günter Schabowski (ur. 4 stycznia 1929 w Anklam na Pomorzu Przednim, zm. 1 listopada 2015 w Berlinie) – wschodnioniemiecki działacz polityczny, członek SED, postać, której przypisywany jest bezpośredni (choć niezamierzony) udział w obaleniu Muru Berlińskiego w listopadzie 1989.

## Życiorys
Studiował dziennikarstwo na Uniwersytecie im. Karola Marksa w Lipsku, potem był wydawcą gazety związków zawodowych. W 1952 wstąpił do partii komunistycznej (SED), w 1978 został redaktorem naczelnym dziennika „Neues Deutschland”. W 1981 został członkiem Komitetu Centralnego SED, w 1985 wszedł w skład Biura Politycznego KC SED oraz został I sekretarzem tej partii w Berlinie – stolicy NRD. Z racji sprawowanych funkcji był „skoszarowany” w partyjno-rządowym osiedlu kierownictwa NRD – Osiedlu Leśnym pod Bernau.

### Otwarcie granic

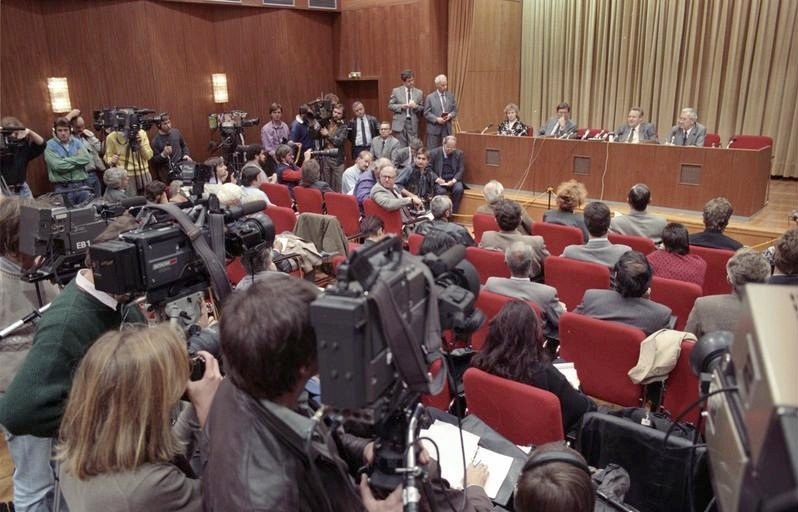
Konferencja 9 listopada 1989 r.

Po usunięciu ze stanowiska Ericha Honeckera jesienią 1989 Güntera Schabowskiego ustanowiono nowym rzecznikiem prasowym SED. 9 listopada wieczorem prowadził on transmitowaną na żywo w NRD konferencję prasową, podczas której, pod sam jej koniec, niespodziewanie oświadczył, że:

…wydano dziś zarządzenie pozwalające każdemu obywatelowi NRD wyjechać z kraju.

Zaraz potem, na pytanie jednego z dziennikarzy, od kiedy to zarządzenie obowiązuje, odpowiedział, że według jego wiedzy wchodzi ono w życie natychmiast i dotyczy wszystkich granic NRD, w tym także granicy z Berlinem Zachodnim. Wypowiedź Schabowskiego była prawdopodobnie rezultatem pomyłki i nieznajomości przez niego dopiero co wydanego zarządzenia. W rzeczywistości złagodzone przepisy, umożliwiające wyjazd z terytorium NRD, wciąż jednak na podstawie paszportów i wiz, miały wejść w życie dopiero następnego dnia. Jego słowa powszechnie zinterpretowano (zarówno w NRD, jak i Republice Federalnej Niemiec) jako decyzję natychmiastowego otwarcia granic bez żadnych ograniczeń. Kilka godzin po tej konferencji, jeszcze tego samego wieczora, w wyniku zamieszania kompetencyjnego i pod naporem tłumów otwarte zostały szlabany na berlińskim przejściu granicznym na Bornholmer Strasse, a wkrótce potem wszystkie pozostałe do Berlina Zachodniego.

### Po zjednoczeniu Niemiec

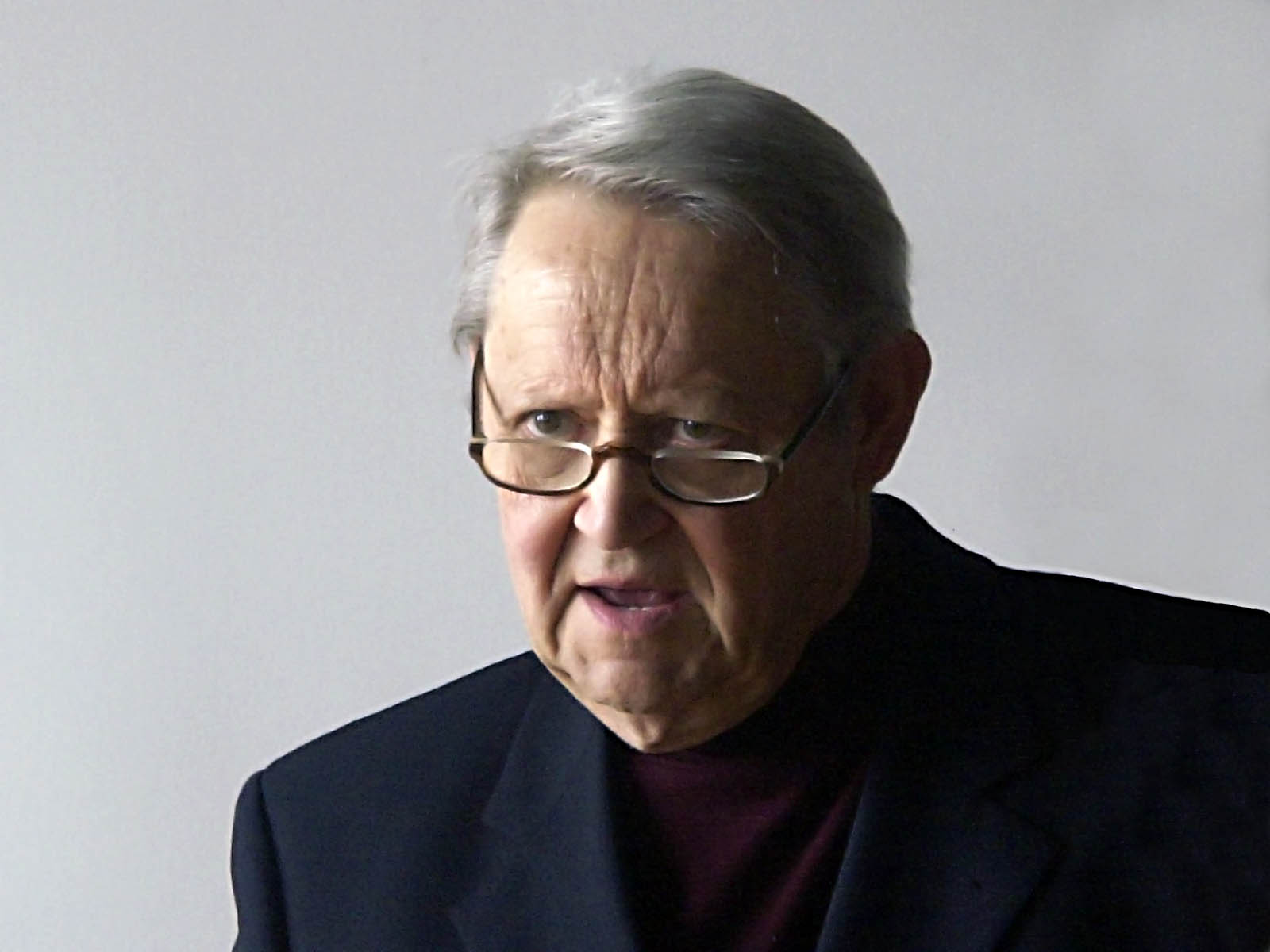
Günter Schabowski w 2007 roku

Po zjednoczeniu Niemiec Schabowski wziął na siebie moralną odpowiedzialność za zbrodnie systemu komunistycznego na obywatelach Niemiec, w tym także za strzelanie do ludzi nielegalnie przekraczających granicę. Stał się bardzo krytyczny zarówno wobec działań rządu Niemieckiej Republiki Demokratycznej jak i swoich własnych.
Od 1992 do 1995 pracował jako dziennikarz w tygodniku Heimat-Nachrichten (tłumaczenie: Wiadomości z ojczyzny), który założył wraz ze współpracownikami w Rotenburg an der Fulda.
W latach 90. pracował jako doradca Unii Chrześcijańsko-Demokratycznej podczas wyborów, co spowodowało, że na scenie politycznej został okrzyknięty mianem Krętogłowego, ptaka zwanego ze swojej umiejętności obracania głowy o 180 stopni. Było to popularne przezwisko, które nadawano komunistom, którzy zaczęli propagować kapitalizm.
W styczniu 1995 wszczęto postępowanie karne przeciwko niemu, Egonowi Krenzowi (ostatniemu sekretarzowi SED) oraz Güntherowi Kleiberowi. Po procesie, w którym przyznał się do winy i potępił działania rządu Niemieckiej Republiki Demokratycznej, został skazany na 3 lata więzienia w Spandau. W 2000 roku otrzymał od ówczesnego burmistrza Berlina Eberharda Diepgena prawo łaski. Na wolność wyszedł po niespełna roku w grudniu 2000.
Był zagorzałym krytykiem partii Die Linke (ideologicznej następczyni Socjalistycznej Partia Jedności Niemiec). Od 2001 roku do śmierci współpracował z Bärbelą Bohley jako doradca Franka Steffela, członka oraz posła do Bundestagu z ramienia CDU.

## Życie prywatne
Był żonaty z Iriną Schabowską, dziennikarką telewizyjną, z którą miał dwójkę dzieci.

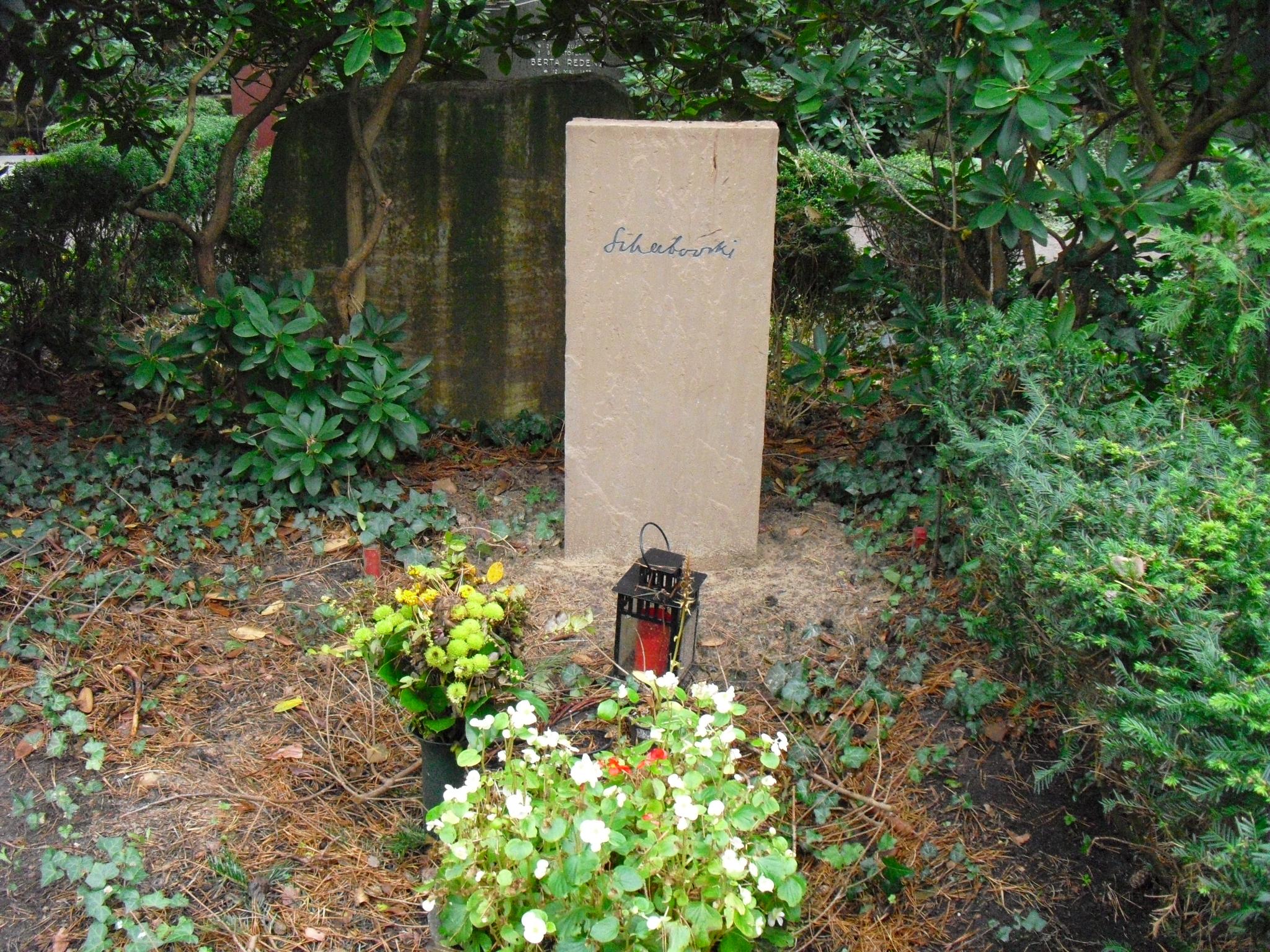
Grób Schabowskiego na cmentarzu Berlin-Dahlem

Schabowski zmarł 1 listopada 2015 roku w wieku 86 lat. Przyczyną zgonu była długa choroba, podczas której doświadczył wielu ataków serca i zawałów.

## Odznaczenia
- Order Zasług dla Ojczyzny w brązie (1969)
- Order Zasług dla Ojczyzny w złocie (1977)
- Order Karla Marksa (1989)
- Order Przyjaźni Narodów (1989)

## Publikacje
- Der Absturz. Berlin: Rowohlt, 1991. ISBN 3-87134-010-3. (niem.). Brak numerów stron w książce
- Das Politbüro, Ende eines Mythos, Eine Befragung. Reinbek: Rowohlt, 1991. ISBN 3-499-12888-8. (niem.). Brak numerów stron w książce